# Ceratostema pensile
Ceratostema pensile är en ljungväxtart som först beskrevs av A. C. Smith, och fick sitt nu gällande namn av A. C. Smith. Ceratostema pensile ingår i släktet Ceratostema och familjen ljungväxter. Inga underarter finns listade i Catalogue of Life.